# Strymon
Pour les articles homonymes, voir Strymon (homonymie).
Le Strymon (du grec ancien Στρυμών / Strumṓn ; en grec moderne Στρυμόνας / Strymónas ; en bulgare Струма / Strouma ; en turc Karasu) est un fleuve coulant en Bulgarie et en Grèce.

## Géographie
La source du Strymon est située dans les montagnes Vitocha, en Bulgarie. Le fleuve coule sur environ 430 kilomètres pour se jeter dans la mer Égée, dans le golfe Strymonique.

### Bassin versant
Son bassin versant est d'environ 10 800 km2.

### Affluents
- la Strumica (sur la rive droite), d'une longueur de 114 km, qui prend sa source à l'est de la Macédoine du Nord.

## Hydrologie
Son module est de 2,1 m3/s à Pernik, de 45,9 m3/s à Krupnik (en) et de 72,4 m3/s à Marino pole (en), village bulgare situé à proximité de la frontière avec la Grèce.

## Aménagements et écologie
La vallée qu'il forme est une région d'importante production de charbon pour la Bulgarie.
En 1975, un barrage a été érigé, créant le lac Kerkíni.
Une cité grecque nommée Amphipolis a été fondée à l'embouchure de la rivière en 437 av. J.-C..

## Galerie

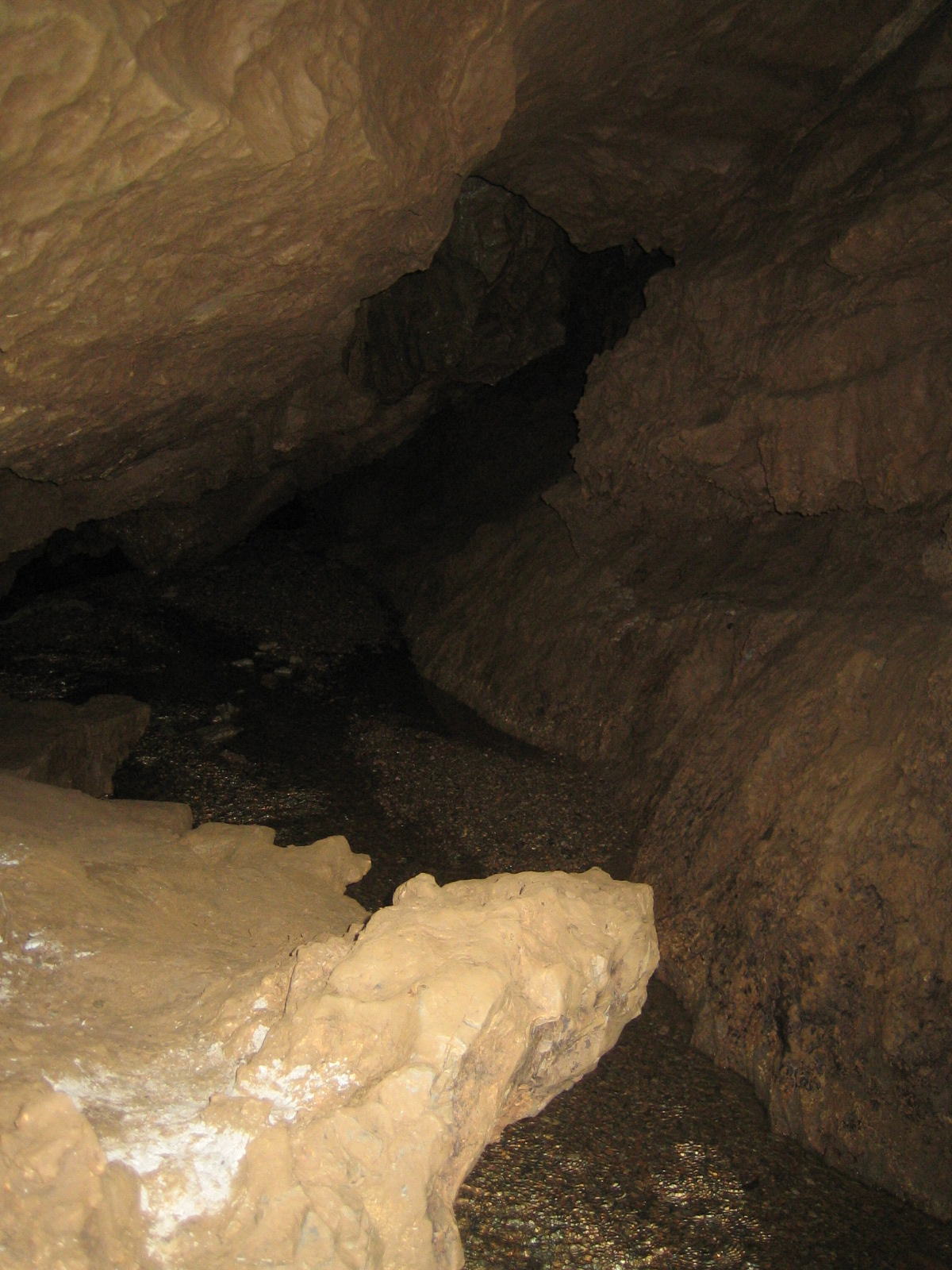
Le Strymon au début de son cours, dans la grotte de Duhlata (Vitocha).
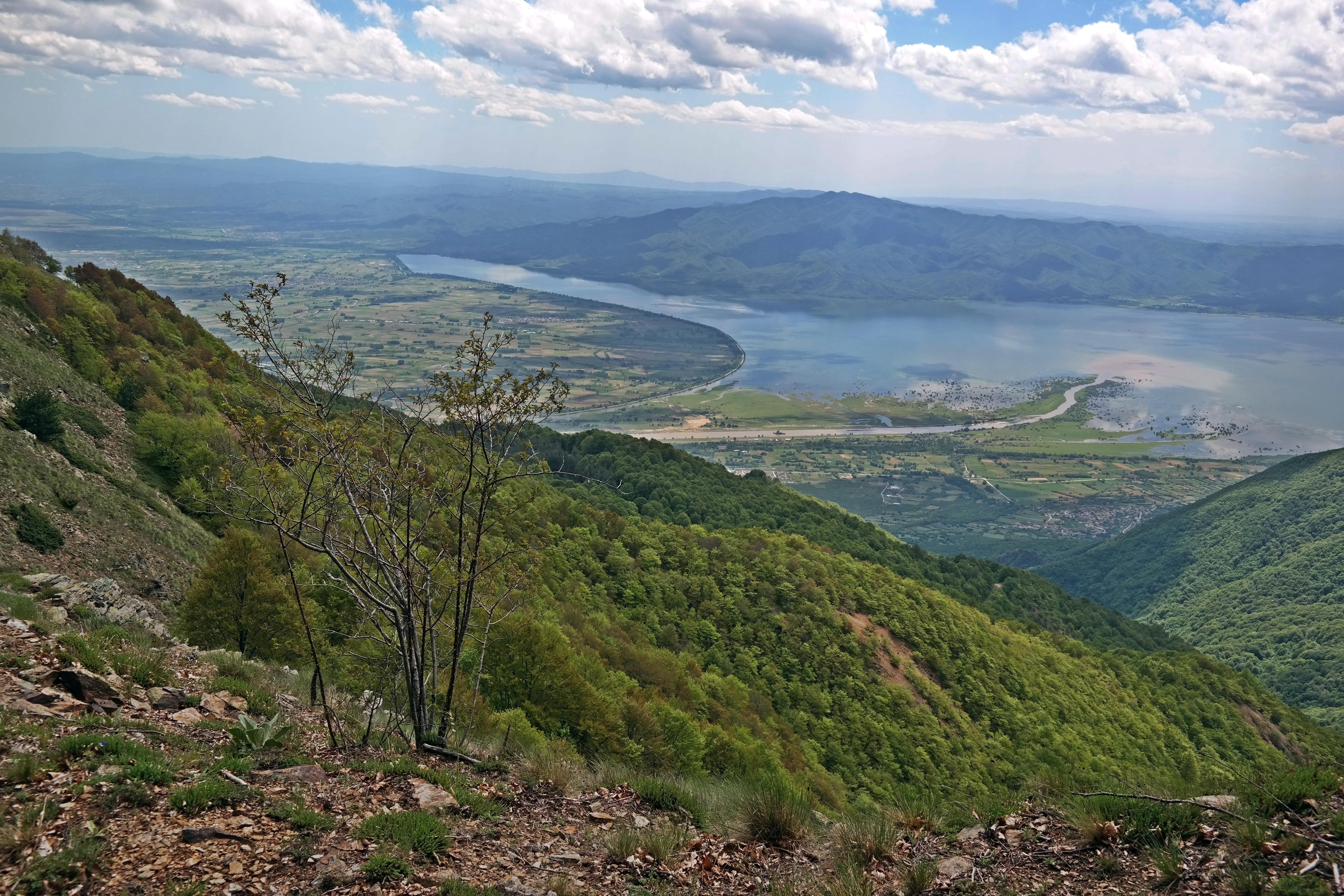
Le Strymon se jetant dans le lac Kerkíni.
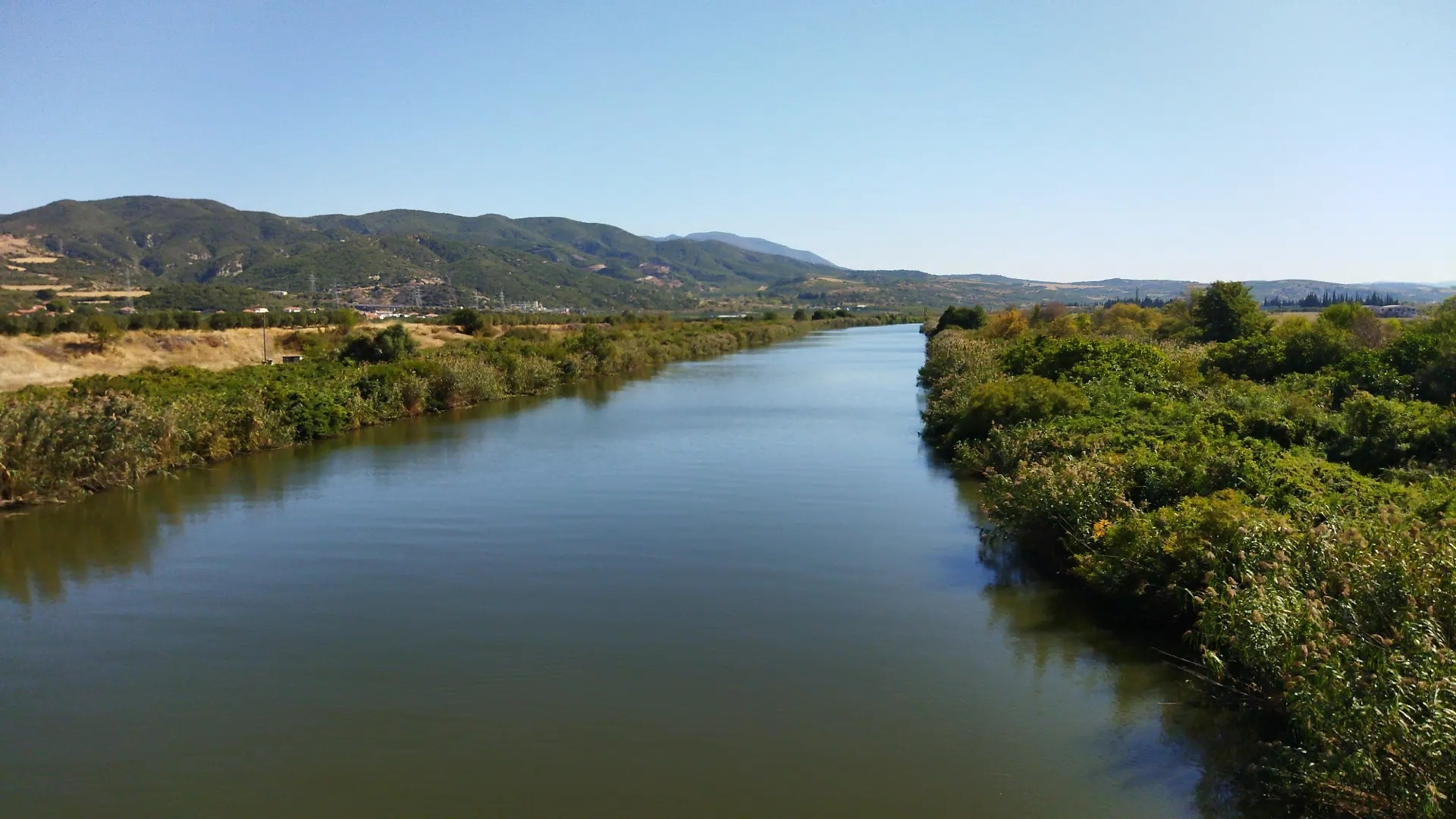
Le fleuve près d'Amphipolis.